# 潘菘瑋
潘菘瑋（1984年12月28日—），台灣棒球運動員，阿美族人，守備位置為投手。2001年起改從母姓增，2019年再度改從父姓潘。
潘菘瑋2006年加盟美國職棒大聯盟克夫蘭印地安人隊，2007年自高階1A展開旅美生涯。2010年3月遭印地安人釋出，於同年12月21日在中華職棒選秀會被兄弟象第一輪第4順位選中。2015年12月7日由於戰力調整被中信兄弟釋出，2016年起返鄉效力業餘球隊台東綺麗珊瑚成棒隊，同年底參加中職戰力測試會，吸引除了中信兄弟以外的其他三隊與其談約，最終與富邦悍將簽約。2017年12月28日宣佈引退，並回到台東綺麗珊瑚隊擔任投手教練，2020年因綺麗珊瑚戰力不足而重新登板。

## 棒球經歷
- 臺東縣臺東市南王國小少棒隊
- 臺東縣卑南國中青少棒隊
- 臺東縣台東體中青棒隊
- 台灣體院（富邦公牛）棒球隊
- 美國阿拉斯加夏季聯盟海盜隊（2005年）
- 美國阿拉斯拉淘金人隊（2005年）
- 美國職棒克里夫蘭印地安人隊（2006年7月6日－2010年3月25日），高階1A→2A→新人聯盟
- 美國職棒黃金棒球聯盟土桑奔牛隊(Tucson Toros)（2010年4月－5月，未擠進正式名單）
- 中華職棒兄弟象、中信兄弟隊（2010年12月31日－2015年12月7日）
- 台東綺麗珊瑚棒球隊（2016年－2017年）
- 中華職棒富邦悍將隊（2017年）
- 台東綺麗珊瑚棒球隊投手教練（2018年－）

## 職棒生涯成績

### 美國職棒
- 小聯盟投球局數216.2局，7勝18敗5.11自責分率，獨立聯盟無出賽紀錄

### 中華職棒
| 年度 | 球隊     | 出賽 | 先發 | 勝投 | 敗投 | 中繼 | 救援 | 完投 | 完封 | 四死 | 三振 | 責失 | 投球局數 | 自責分率 | 被上壘率 |
| ---- | -------- | ---- | ---- | ---- | ---- | ---- | ---- | ---- | ---- | ---- | ---- | ---- | -------- | -------- | -------- |
| 2011 | 兄弟象   | 7    | 3    | 0    | 1    | 0    | 0    | 0    | 0    | 20   | 4    | 12   | 16.2     | 6.48     | 2.28     |
| 2012 | 兄弟象   | 15   | 14   | 5    | 4    | 0    | 0    | 0    | 0    | 19   | 39   | 34   | 84.1     | 3.63     | 1.39     |
| 2013 | 兄弟象   | 28   | 27   | 10   | 10   | 0    | 0    | 2    | 0    | 51   | 54   | 65   | 152.0    | 3.85     | 1.44     |
| 2014 | 中信兄弟 | 7    | 6    | 0    | 3    | 0    | 0    | 0    | 0    | 16   | 6    | 20   | 23.0     | 7.83     | 2.26     |
| 2017 | 富邦悍將 | 45   | 0    | 0    | 3    | 12   | 1    | 0    | 0    | 14   | 28   | 21   | 40.1     | 4.69     | 1.51     |
| 合計 | 5年      | 102  | 50   | 15   | 21   | 12   | 1    | 2    | 0    | 120  | 131  | 152  | 316.1    | 4.32     | 1.54     |

## 特殊事蹟
- 2012年7月1日在桃園國際棒球場對上Lamigo桃猿，主投七局，五次三振、四次四死球，責失兩分，拿下中華職棒的第一勝。
- 2012年8月9日在台中棒球場對戰興農牛先發主投，四局下半讓蘇建榮擊成左外野高飛球，被周思齊接殺出局，達成隊史第二萬局投球局數的里程碑。

## 特殊紀錄
- 2004年 甲組成棒春季聯賽最有價值球員
- 2004年 世界大學棒球錦標賽最佳投手獎（防禦率0.00）
- 2006年 甲組成棒春季聯賽投手獎

## 外部連結
- 潘菘瑋在台灣棒球維基館上的頁面（繁體中文）
- 潘菘瑋在美國職棒（英语）
- 潘菘瑋在中華職棒
- 潘菘瑋在Baseball-Reference.com（小聯盟以及海外聯盟）（英语）
- 潘菘瑋在The Baseball Cube（英语）
- 潘菘瑋的Facebook專頁

| 前任： 麥格倫 | 兄弟象開幕戰先發投手 2011年 | 繼任： 林煜清 |